# Blymhill and Weston-under-Lizard
Blymhill and Weston-under-Lizard est une paroisse civile du Staffordshire, en Angleterre.